# Thelephora pendens
Thelephora pendens är en svampart som beskrevs av Corner 1968. Thelephora pendens ingår i släktet vårtöron och familjen Thelephoraceae.   Inga underarter finns listade i Catalogue of Life.